# Gumnitz und Großer Schlagenthinsee
Das Naturschutzgebiet Gumnitz und Großer Schlagenthinsee liegt auf dem Gebiet der Stadt Müncheberg im Landkreis Märkisch-Oderland in Brandenburg.
Das rund 231,6 ha große Gebiet mit der Kenn-Nummer 1135 wurde mit Verordnung vom 1. Oktober 1990 unter Naturschutz gestellt. Das Naturschutzgebiet mit dem Großen Schlagenthinsee erstreckt sich westlich der Kernstadt Müncheberg. Die B 168 verläuft durch den nordöstlichen Teil des Gebietes, die B 1 verläuft südlich.